# Schulzendorf (Wriezen)
Schulzendorf ist ein Dorf und Ortsteil der Stadt Wriezen im Landkreis Märkisch-Oderland. Aktuell (Stand: 2019) leben dort 333 Einwohner.

## Geographische Lage
Der Ortsteil besteht aus den bewohnten Gemeindeteilen Schulzendorf und Marienberg. Er liegt vier Kilometer südwestlich des Stadtzentrums von Wriezen. Durch Schulzendorf führt die Landesstraße L33, die Wriezen und Strausberg verbindet.

## Geschichte

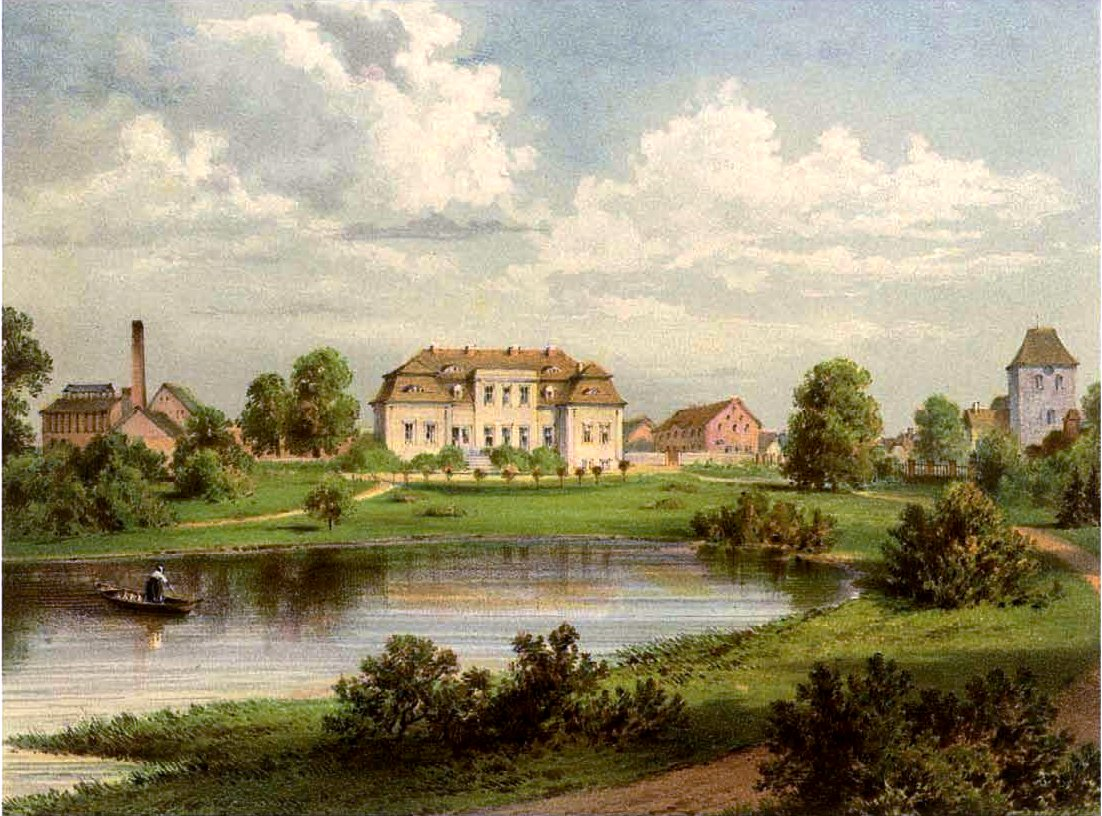
Schloss Schulzendorf, bis 1837 im Besitz der Pfuels

Der Ort wurde im Jahr 1375 erstmals urkundlich erwähnt, feierte jedoch im Jahre 2012 seine 675-Jahr-Feier, was auf eine Gründung im Jahr 1337 hindeutet. (Beide Informationen stehen so ohne weitere Erläuterung auf der Homepage der Gemeinde.) Von 1450 bis 1837 war Schulzendorf im Besitz des Adelsgeschlechts derer von Pfuel, welche auch Schloss Schulzendorf errichten ließen.
Das aus dem Rittergut Möglin hervorgegangene Dorf Möglin gehörte bis 1949 zu Schulzendorf. Danach war es bis 1997 eine selbstständige Gemeinde, heute gehört es zu Reichenow-Möglin.
Seit 1952 gibt es das Tanz- und Blasorchester Schulzendorf (TBOS).
Ende 1997 verlor Schulzendorf seinen Status als selbstständige Gemeinde und ist seitdem ein Ortsteil von Wriezen.

## Bahnhof Schulzendorf

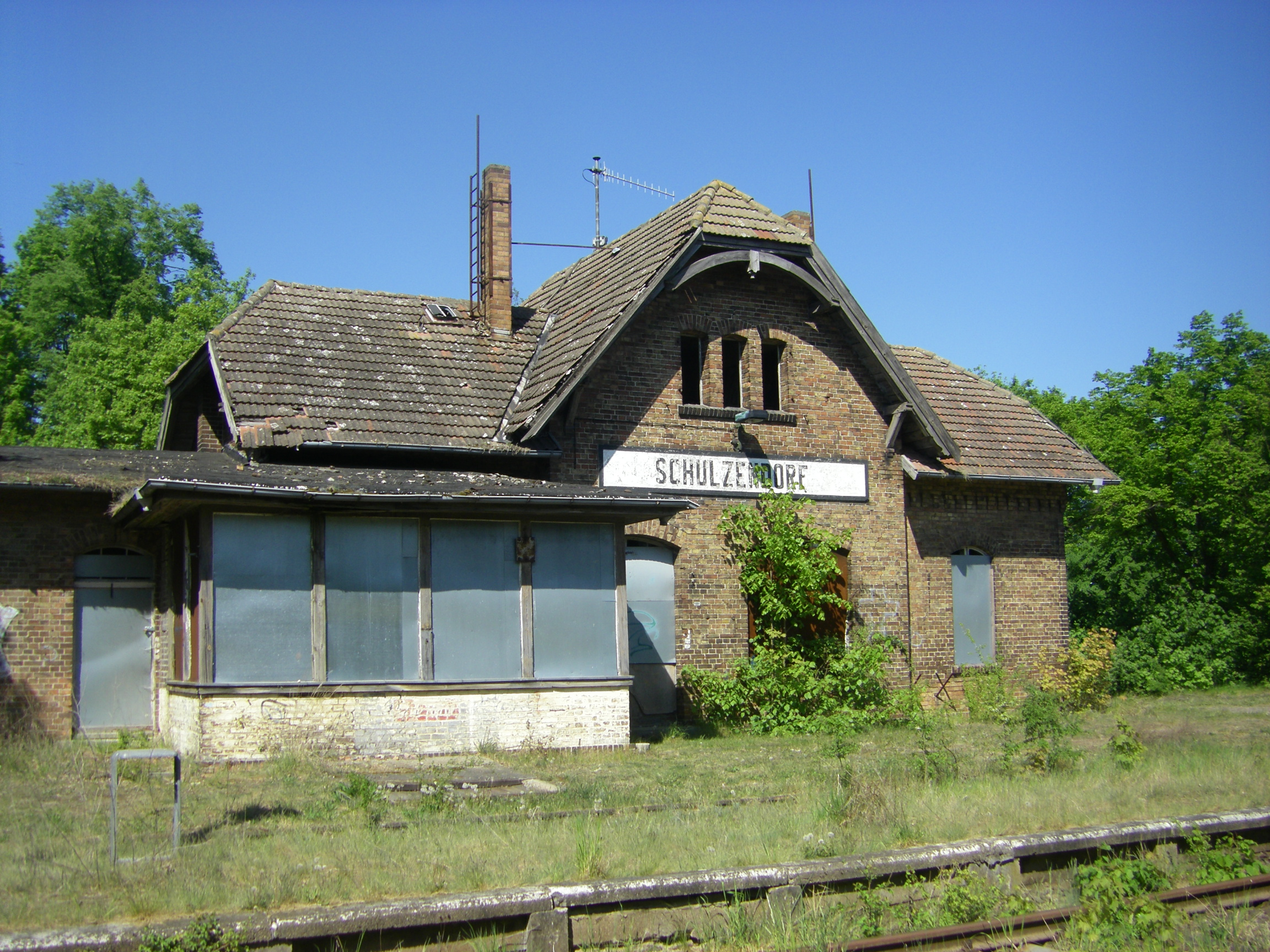
Bahnhof Schulzendorf, 2009

Der Bahnhof Schulzendorf an der Wriezener Bahn wurde 1898 eröffnet. Obwohl die Bahnstrecke weniger als einen Kilometer am Ort vorbeiläuft, wurde der Bahnhof drei Kilometer südwestlich des Ortes angelegt, um auch andere Dörfer der Umgebung zu erschließen.
„Bahnhof Schulzendorf“ wurde auch als Bezeichnung für die Ortslage benutzt, die den Bahnhof und die wenigen umliegenden Gebäude umfasste. Heute gehört dieses Gebiet zum bewohnten Gemeindeteil Marienberg.
Da der Ortsname nicht eindeutig war, erhielt der Bahnhof den Namen „Schulzendorf (Kr. Oberbarnim)“. Mit der Auflösung des Kreises 1952 hieß der Bahnhof „Schulzendorf (Kr. Bad Freienwalde)“. Als auch dieser Kreis 1993 aufgelöst wurde, nannte man den Bahnhof „Schulzendorf (bei Wriezen)“.
Im Jahre 1998 wurde der Personenverkehr auf der Strecke eingestellt und der Bahnhof geschlossen. Die Strecke wurde 1999 offiziell stillgelegt, blieb jedoch weiterhin befahrbar und wird seit 2003 von einem Verein in Sternebeck genutzt, der hier den Betrieb einer Museumseisenbahn plant. Im Jahre 2016 begann die Instandsetzung des Bahnhofs durch den Verein.

## Persönlichkeiten
- Carl Christoph August von Pfuel (1720–1797), preußischer Capitain, Landrat und Erbherr von Schulzendorf